# Pillucina vietnamica
Pillucina vietnamica is een tweekleppigensoort uit de familie van de Lucinidae. De wetenschappelijke naam van de soort is voor het eerst geldig gepubliceerd in 1978 door Zorina.